# リコウルゴス＝ステファノス・ツァコナス
リコウルゴス＝ステファノス・ツァコナス（ギリシア語: Λυκούργος-Στέφανος Τσάκωνας 、英語: Likoúrgos-Stéfanos Tsákonas、1990年3月8日 ‐ ）は、ギリシャ・スパルティ出身の陸上競技選手。専門は短距離走。200mの自己ベスト20秒09は、コンスタンティノス・ケンテリスの19秒85に次ぐギリシャ歴代2位の記録である。

## 経歴
2011年7月のヨーロッパU23選手権 (en) 男子200m決勝を20秒56（-1.4）のU23ギリシャ記録（当時）で制し、200mでは男女通じてギリシャ初となる金メダルを獲得した。
2013年6月の地中海競技大会 (en) 男子200m決勝で20秒45（-0.7）の自己ベスト（当時）をマークし、ラミル・グリエフに0秒01差で競り勝ち金メダルを獲得した。
2015年6月4日のダイヤモンドリーグ・ゴールデンガラ男子200mにおいてギリシャ歴代2位の記録となる20秒09（+0.8）をマークし、2位のクリストフ・ルメートルに0秒19差をつけて優勝した。

## 人物・エピソード
- 2歳年が離れた兄のYeóryios Tsákonasも陸上競技選手。専門は走幅跳（自己ベスト8m25）で、屋外と室内のギリシャ選手権優勝、2013年地中海競技大会において銀メダル獲得などの実績を持つ[7]。
- ヒーローは2000年シドニーオリンピックと2001年エドモントン世界選手権の男子200mで金メダルを獲得したコンスタンティノス・ケンテリス[8]。

## 自己ベスト
記録欄の（　）内の数字は風速（m/s）で、+は追い風、-は向かい風を意味する。
| 種目 | 記録           | 年月日        | 場所       | 備考            |
| 屋外 | 屋外           | 屋外          | 屋外       | 屋外            |
| ---- | -------------- | ------------- | ---------- | --------------- |
| 100m | 10秒16 (+0.5)  | 2017年6月4日  | ガヴァルド |                 |
| 100m | 10秒13w (+2.2) | 2017年6月4日  | ガヴァルド | 追い風参考記録  |
| 200m | 20秒09 (+0.8)  | 2015年6月4日  | ローマ     | ギリシャ歴代2位 |
| 400m | 48秒02         | 2007年6月23日 | アテネ     |                 |
| 室内 |                |               |            |                 |
| 60m  | 6秒62          | 2016年2月13日 | ピレウス   |                 |

## 主要大会成績
備考欄の記録は当時のもの
| 年   | 大会                          | 場所             | 種目    | 結果         | 記録          | 備考                                 |
| ---- | ----------------------------- | ---------------- | ------- | ------------ | ------------- | ------------------------------------ |
| 2007 | 世界ユース選手権 (en)         | オストラヴァ     | 200m    | 決勝途中棄権 | DNF           | 準決勝21秒49 (-0.5)：自己ベスト      |
| 2007 | 世界ユース選手権 (en)         | オストラヴァ     | 400m    | 予選6組4着   | 49秒55        | 全体34位                             |
| 2008 | 世界ジュニア選手権            | ブィドゴシュチュ | 200m    | 準決勝2組7着 | 21秒83 (-0.3) | 全体22位                             |
| 2009 | 地中海競技大会 (en)           | ペスカーラ       | 200m    | 8位          | 21秒27 (-0.4) |                                      |
| 2009 | 地中海競技大会 (en)           | ペスカーラ       | 4x100mR | 4位          | 40秒80 (2走)  |                                      |
| 2009 | ヨーロッパジュニア選手権 (en) | ノヴィ・サド     | 200m    | 4位          | 21秒16 (-0.1) | 準決勝20秒94 (+0.5)：U20ギリシャ記録 |
| 2010 | ヨーロッパ選手権              | バルセロナ       | 200m    | 7位          | 20秒90 (-0.8) |                                      |
| 2011 | ヨーロッパU23選手権 (en)      | オストラヴァ     | 200m    | 優勝         | 20秒56 (-1.4) | U23ギリシャ記録                      |
| 2011 | ヨーロッパU23選手権 (en)      | オストラヴァ     | 4x100mR | 決勝途中棄権 | DNF (4走)     |                                      |
| 2012 | ヨーロッパ選手権              | ヘルシンキ       | 200m    | 準決勝失格   | DQ            | 予選20秒73 (-0.1)                    |
| 2012 | オリンピック                  | ロンドン         | 200m    | 準決勝1組5着 | 20秒52 (-0.5) | 全体12位 U23ギリシャ記録             |
| 2013 | 地中海競技大会 (en)           | メルスィン       | 200m    | 優勝         | 20秒45 (-0.7) | 自己ベスト                           |
| 2013 | 世界選手権                    | モスクワ         | 200m    | 準決勝3組5着 | 20秒56 (-0.3) | 全体17位                             |
| 2014 | ヨーロッパ選手権              | チューリッヒ     | 200m    | 7位          | 20秒53 (-1.6) | 準決勝20秒40 (+0.4)：自己ベスト      |
| 2015 | 世界選手権                    | 北京             | 200m    | 準決勝1組4着 | 20秒22 (+0.4) | 全体11位                             |
| 2016 | ヨーロッパ選手権              | アムステルダム   | 200m    | 準決勝3組4着 | 20秒48 (-1.1) | 全体7位                              |
| 2016 | オリンピック                  | リオデジャネイロ | 200m    | 準決勝3組7着 | 20秒63 (-0.2) | 全体23位                             |
| 2017 | 世界選手権                    | ロンドン         | 200m    | 準決勝3組6着 | 20秒73 (+0.3) | 全体21位                             |
| 2018 | ヨーロッパ選手権              | ベルリン         | 200m    | 準決勝2組6着 | 20秒54 (+0.3) | 全体11位                             |
| 2018 | ヨーロッパ選手権              | ベルリン         | 4x100mR | 予選1組6着   | 39秒49 (4走)  | 全体11位                             |

### ダイヤモンドリーグ
優勝したダイヤモンドリーグの大会を記載（個人種目のみ）
| 年   | 大会           | 場所   | 種目 | 記録          | 備考                                 |
| ---- | -------------- | ------ | ---- | ------------- | ------------------------------------ |
| 2015 | ゴールデンガラ | ローマ | 200m | 20秒09 (+0.8) | ギリシャ歴代2位 ポイント対象外レース |